# Fluidstatik
Die Fluidstatik ist innerhalb der Fluidmechanik die Lehre vom Verhalten der Fluide, die in einem ruhenden oder bewegten Bezugssystem, in dem die Betrachtungen durchgeführt werden, näherungsweise statisch, d. h. in Ruhe sind.:165
Nach der Art des Fluids wird die Fluidstatik unterteilt in die Hydrostatik, die sich mit Flüssigkeiten und insbesondere mit Wasser befasst, und die Aerostatik, deren Gegenstand ruhende Gase, insbesondere Luft ist. Gelegentlich wird Hydrostatik auch gleichbedeutend mit Fluidstatik verwendet. Das Gegenstück für bewegte/strömende Fluide ist die ebenfalls zur Fluidmechanik gehörende Fluiddynamik.
Zentrale Inhalte der Fluidstatik sind die Charakteristik des hydrostatischen Drucks, die Kräfte sowie ihre Angriffspunkte auf Behälterwandungen und auf ganz oder teilweise in ein Fluid eingetauchte Körper, speziell der statische Auftrieb, sowie die Ausbildung von Grenzflächen.

## Erstarrungsprinzip für Fluide
Das Erstarrungsprinzip drückt eine nützliche Tatsache in der Fluidstatik aus. Demnach bleibt ein sich im Gleichgewicht befindendes Fluid im Gleichgewicht, auch wenn Teilbereiche davon erstarren.:31 Auf solchermaßen erstarrt gedachte Fluidvolumina können dann Einzelkräfte aufgebracht werden, was ansonsten nicht ohne Weiteres denkbar ist. Dies erlaubt beispielsweise das Archimedische Prinzip anschaulich zu begründen.

### Archimedisches Prinzip

Archimedisches Prinzip am Beispiel eines Schiffes

Betrachtet wird ein in Wasser schwimmendes Schiff, das ruht und sich im Gleichgewicht befindet, siehe Bild (a). Entfernt man gedanktlich das Schiff und ersetzt das von ihm verdrängte Volumen, sein Unterwasserschiff, durch Wasser (b), das sogleich als erstarrt gedacht werden kann, dann bedeutet mechanisches Gleichgewicht, dass das Schiff dieselbe Gewichtskraft FG auf derselben Wirkungslinie wie das erstarrte Wasservolumen A aufweist. Das umgebende Wasser übt auf den erstarrt gedachten Teil des Wassers A eine entgegengerichtete Auftriebskraft FA aus, was das Archimedische Prinzip darstellt:

„Ein in eine Flüssigkeit eingetauchter Körper verliert so viel von seinem Gewicht, wie die von ihm verdrängte Flüssigkeit wiegt“

Die Betrachtung kann auf vollständig eingetauchte Körper wie U-Boote übertragen werden und gilt auch für Körper wie Gasballons, die von Luft umgeben sind. Der Gewichtsverlust wird Statischer Auftrieb genannt. Schwimmstabilität ist gegeben, wenn der Schwerpunkt G unter dem Metazentrum des Schiffskörpers liegt.

## Eigenschaften von Fluiden
Nach DIN 5492 ist ein Fluid ein nichtfestes Kontinuum, also ein nichtfestes zusammenhängendes Medium, auf das die Gesetze der Fluidmechanik anwendbar sind. Nach Art des Fluids wird die Fluidstatik unterteilt in::4,6,31
1. Hydrostatik, die sich mit Flüssigkeiten befasst, die
  - tropfbar sind, also eine Oberflächenspannung besitzen,
  - einer Formänderung so gut wie keinen und
  - einer Volumenänderung hingegen einen recht großen Widerstand entgegensetzen. Für Flüssigkeiten ist die Idealisierung als inkompressibles Fluid oft probat.
2. Aerostatik, die sich mit kompressiblen Fluiden, Gasen und insbesondere Luft befasst, die anders als die Flüssigkeiten nicht tropfbar sind.

### Oberflächen, Grenz- und Trennflächen
Fluide bilden Grenzflächen aus gegenüber Festkörpern und Fluiden, mit denen sie sich nicht vermischen. In der Fluidstatik passen sich Fluide vollständig den Grenzflächen an.:31 Freie Oberflächen sind Grenzflächen zwischen einer Flüssigkeit und einem Gas und Trennflächen sind Grenzflächen zwischen zwei sich nicht mischenden Flüssigkeiten.
Der Druck über freien Oberflächen von Flüssigkeiten ist durch ihren stoff- und temperaturabhängigen Dampfdruck nach unten begrenzt.:9 Eine freie Oberfläche wird in einer technischen Zeichnung durch ein gleichseitiges Dreieck gekennzeichnet ( ▽ ), das mit einer Ecke auf der Oberfläche aufsitzt.:31

### Fluidkräfte
Die Teilchenkräfte, welche die Teilchen (Atome bzw. Moleküle) von Fluiden aufeinander ausüben, sind sehr viel kleiner als bei Festkörpern, weswegen die Teilchen in Fluiden leicht gegeneinander verschoben werden können. In Ruhe passen sie sich jeder Gefäßform an, wobei sich aufgrund der Oberflächenspannung an den Rändern einer freien Oberfläche Menisken ausbilden. Sofern die freie Oberfläche im Vergleich zu den Menisken groß ist, können diese vernachlässigt werden; andernfalls ist Kapillarität zu berücksichtigen.
Auf die Fluidelemente wirken
- oberflächenerteilte Kräfte wie der Druck von angrenzenden Gasen, Flüssigkeiten oder Wänden (Festkörper),[2]:27
- volumenverteilte Kräfte wie die Schwerkraft und
- im beschleunigten Bezugssystem die volumenverteilte Führungskraft, denn Relativbewegungen sind in der Fluidstatik ausgeschlossen.

Da Punkte in einem Kontinuum keine Ausdehnung und Masse besitzen, sondern nur eine Dichte, werden Kräfte auf die Fläche bezogen, auf der sie wirken, wodurch aus den Kräften flächenverteilte Kräfte, d. h. mechanische Spannungen (σ) oder Drücke (p) werden. Freie Oberflächen stellen sich senkrecht zur Wirkungslinie der flächenverteilten Kräfte ein und der Innendruck an der Oberfläche ist gleich dem Außendruck. Volumenverteilte Kräfte wie die Gewichtskraft gehen in eine Beschleunigung {\displaystyle {\vec {k}}} über, wenn sie auf die Masse bezogen werden, und {\displaystyle \rho {\vec {k}}}, wenn sie auf das Volumen bezogen werden.
Die volumenverteilte Führungskraft, die in einem beschleunigten Bezugssystem K’ zur volumenverteilten Kraft {\displaystyle \rho {\vec {k}}} zu addieren ist, lautet:
{\displaystyle \rho {\vec {k}}_{f}=-\rho {\vec {a}}_{0}-\rho {\dot {\vec {\omega }}}\times {\vec {r}}'-\rho {\vec {\omega }}\times ({\vec {\omega }}\times {\vec {r}}')}
Darin ist ρ die Dichte, {\displaystyle {\vec {a}}_{0}} die translatorische Beschleunigung des Bezugssystems gegenüber einem Inertialsystem K, {\displaystyle {\vec {\omega }},\,{\dot {\vec {\omega }}}} die Winkelgeschwindigkeit bzw. Winkelbeschleunigung von K’ in K, {\displaystyle {\vec {r}}'} der Ortsvektor in K' und × bildet das Kreuzprodukt.

### Fluidstatischer Spannungszustand
Fluide setzen einer hinreichend langsamen volumenerhaltenden Formänderung so gut wie keinen Widerstand entgegen. Fluidteilchen kommen daher erst zur Ruhe, wenn nur noch Normalkräfte,:31 d. h. nur noch Normalspannungen zwischen ihnen wirken; in einem ruhenden isotropen Fluid reduzieren sie sich auf den allseitig wirkenden Druck, dem die Fluidteilchen ausgesetzt sind.:52 In ruhenden Fluiden kommen keine Schubspannungen/kräfte vor. Dies definiert den hydrostatischen oder fluidstatischen Spannungszustand: Der Druck ist ein Skalar, richtungsunabhängig und nur eine Funktion des Ortes.:36

### Dichte in ruhenden Fluiden
Die Kontinuitätsgleichung für die Dichte besagt, dass die Summe aus der zeitlichen Änderung der Dichte und der ein- und ausströmenden Massenstromdichte in einem (infinitesimal) kleinem Volumen verschwindet. In einem ruhenden Fluid ist die Massenstromdichte null, weil keine Massen transportiert werden, und daher gibt es auch keine zeitliche Änderung der Dichte. Die in einem Fluid im Allgemeinen von der Zeit und vom Ort abhängige Dichte kann in der Fluidstatik nur ortsabhängig sein.:165
|                                                          |                             |
| Zylinder 1 mit Masse dm=dm1,                             | Zylinder 2 mit Masse dm=dm2 |
| mit senkrecht wirkenden Gewichts- und Druckkräften (rot) |                             |

Die Dichte ist im homogenen Schwerefeld auf jeder Niveaufläche des Drucks konstant.:22 Denn die Gewichte dm1,2·g der beiden abgebildeten Fluidzylinder, die sich zwischen zwei Niveauflächen mit Drücken p1 bzw. p2 im Abstand dz befinden, muss im Gleichgewicht von den Differenzen der Druckkräfte getragen werden:
p1·dA = p2·dA + dm1·g = p2·dA + dm2·g
Bei gleichem Volumen der Zylinder ist das nur möglich, wenn die Dichte in beiden Zylindern dieselbe ist und somit dm1 = dm2 = dm ist. Mit kleiner werdendem Abstand dz folgt, dass die Dichte auf Niveauflächen des Drucks konstant ist. Im Abschnitt #Niveauflächen des Drucks zeigt sich, dass die Flächen konstanten Drucks im Schwerefeld der Erde horizontal verlaufen. Allgemein sind Flächen konstanten Drucks senkrecht zu den Kraftlinien, siehe #Allgemeine fluidstatische Grundgleichung.
Hieraus folgt auch, dass der Druck auf einer Trennfläche zwischen zwei Flüssigkeiten verschiedener Dichte überall gleich sein muss. Deren Schichtung ist stabil, wenn die Flüssigkeit mit der geringeren Dichte über der mit der größeren Dichte liegt. Denn verläuft zwischen den Niveauflächen des Drucks bei den beiden Zylindern oben eine geneigte Trennfläche, versuchen die Druckkräfte im stabilen Fall diese Neigung zu verringern und im instabilen Fall zu vergrößern.:23 Diese Stabilitätsbedingung ist notwendig für Stabilität aber nicht hinreichend. In Gasen muss die Dichte wenigstens so stark wie in der homentropen Dichteschichtung abnehmen, denn diese zeichnet sich gerade durch ein indifferentes Gleichgewicht aus.:165 Siehe auch Barometrische Höhenformel und Inversionswetterlage.
Wenn die allgemeine Gasgleichung p=ρRsT mit spezifischer Gaskonstante Rs und Temperatur T genügend genau gilt, oder eine vergleichbare thermische Zustandsgleichung, die den Druckgradient parallel zum Temperaturgradient ausweist, dann sind die Niveauflächen des Drucks auch Niveauflächen der Temperatur.:164

## Grundgleichung der Fluidstatik
Die Grundgleichung der Fluidstatik ist Ausdruck des Pascal’schen Gesetzes von 1663,

« Que les Liquers pèsent suivant leur hauteur »

„dass Flüssigkeiten entsprechend ihrer Höhe wiegen“

In moderner Ausdrucksweise heißt das, dass der Druck in Fluiden linear mit der Höhe der Fluidsäule zunimmt, die auf dem betrachteten Punkt lastet, und auf gleicher Höhe überall gleich ist. Dieser Sachverhalt wird im Folgenden begründet. Der von der Fluidsäule ausgeübte Druck wird Hydrostatischer Druck genannt.

### Pascalsches Druckfortpflanzungsgesetz

Zylinder (hervorgehoben) mit Länge dl und Stirnfläche dA in einem Fluid (bläulich)

Jedes Fluid ist schwer, aber in vielen Fällen, insbesondere unter hohen Umgebungsdrücken, kann der Einfluss der Schwerkraft vernachlässigt werden. Dann gilt das Pascalsche Druckfortpflanzungsgesetz, auch (uneindeutig) Pascalsches Prinzip oder Pascalsches Gesetz genannt: Der Druck pflanzt sich nach allen Richtungen gleichmäßig und unvermindert durch das gesamte Fluid fort. Überall im Innern des Fluids und an der Berandung herrscht dann der gleiche Druck.:37
Denn der hervorgehobene Zylinder im Bild ist im umgebenden Druckfeld im Gleichgewicht mit seiner Umgebung und somit in Ruhe. Unter diesen Umständen kann das #Erstarrungsprinzip für Fluide angewendet werden und der Zylinder wie ein starrer Körper behandelt werden::19
- Die Druckkräfte auf der Mantelfläche des Zylinders wirken senkrecht zur Fläche und damit auch senkrecht zur Zylinderachse. Die Kräfte tragen deshalb nicht zu den Kraftkomponenten parallel zur Zylinderachse bei, und das unabhängig davon, wie der Druck auf der Mantelfläche verteilt ist.
- Die Drücke p1,2 auf den Stirnflächen können bei kleinem Inhalt dA als gleichverteilt angenommen werden. Dann ist die Druckkraft am einen Ende p1 dA und am anderen Ende p2 dA und ersterer entgegengesetzt. Der Zylinder bleibt genau dann in Ruhe, wenn sich die Druckkräfte gegenseitig aufheben, also

p1 dA = p2 dA   →   p1 = p2
ist. Die Länge, Lage und Ausrichtung des Zylinders ist dabei offenbar ohne Belang. Innerhalb des Fluids ist in Abwesenheit einer Schwerkraft (und anderer volumenverteilter Kräfte) der Druck in allen Richtungen und an allen Orten im Fluid gleich groß.

### Druck auf gekrümmten Flächen

Druck in einem Behälter mit gekrümmten Wänden

Wenn ein Behälter mit gekrümmten Wänden wie im Bild mit einem Fluid gefüllt ist, das einem Druck p ausgesetzt ist, dann verteilt sich in ihm der Druck nach dem #Pascalschen Druckfortpflanzungsgesetz gleichmäßig im Volumen und wirkt senkrecht auf den Wänden, siehe linker Bildteil. Die resultierende Kraft in senkrechter Richtung ist im oberen gekrümmten Teil entgegengesetzt gleich dem im unteren ebenen Teil. Die Verbindungsstellen sind einer entsprechenden Zugkraft ausgesetzt. Die Verbindungselemente, die die obere Kuppel mit dem unteren ebenen Teil zusammenhalten, müssen die vom Druck in der Kuppel ausgeübte Kraft {\displaystyle {\vec {F}}_{\text{gaz/1}}=-{\vec {F}}_{\text{gaz/2}}} abtragen.
Allgemein ist die in einer bestimmten Richtung wirkende Komponente der resultierenden Druckkraft auf eine gewölbte Fläche gleich der Druckkraft auf einer ebenen Fläche, die entsteht, wenn die gewölbte Fläche parallel projiziert wird auf eine Ebene, die senkrecht zur Projektionsrichtung ist.:40 Man kann sich den Rand der irgendwie gewölbten Fläche in Projektionsrichtung extrudiert vorstellen und im extrudierten Teil auf einer zur Extrusionsrichtung senkrechten Schnittebene die Gleichgewichtsbedingungen auswerten, was auf obige Aussage führt.

### Niveauflächen des Drucks

Zylinder (hervorgehoben) mit Länge dx und Stirnfläche dA in einem Fluid (bläulich)

Innerhalb des Fluids ist der Druck in einer horizontalen Ebene und dort in allen Richtungen im Fluid gleich groß. Diese Ebenen definieren die Niveauflächen des Drucks.
Denn bei einer lotrecht wirkenden Schwerkraft und einem horizontal orientierten Zylinder liegen ähnliche Verhältnisse wie im Abschnitt #Pascalsches Druckfortpflanzungsgesetz vor, siehe Bild. Auch hier kann das #Erstarrungsprinzip für Fluide angewendet werden, denn der hervorgehobene Zylinder ist im umgebenden Druckfeld im Gleichgewicht mit seiner Umgebung und somit in Ruhe:
- Genauso wie die Druckkräfte auf der Mantelfläche, wirkt auch die Gewichtskraft dm·g des Zylinders senkrecht zur Zylinderachse und trägt nichts zu den Kraftkomponenten parallel zur horizontalen Zylinderachse bei.
- Die Drücke p1,2 auf den Stirnflächen können auch hier bei kleinem Inhalt dA als gleichverteilt angenommen werden. Dann ist die Druckkraft am einen Ende p1 dA und am anderen Ende p2 dA und ersterer entgegengesetzt. Der Zylinder bleibt in horizontaler Richtung genau dann in Ruhe, wenn sich wie oben die Druckkräfte auf den Stirnflächen gegenseitig aufheben:

p1 dA = p2 dA   →   p1 = p2
Die Orientierung der x-Achse ist dabei offenbar ohne Belang, solange sie nur senkrecht zur Schwerkraft ist.
In inhomogenen Kraftfeldern ist diese Ableitung nur bei kurzen Zylindern mit kleinem dx richtig und die Niveauflächen gleichen Drucks nicht mehr eben, sondern gekrümmt, aber in jedem Punkt senkrecht zu den Kraftlinien.

### Fluidstatisches Grundgesetz
Das fluidstatische Grundgesetz
p(z) = p0 − ρ g z
drückt das Pascalsche Gesetz mathematisch aus, das besagt, dass
1. der Druck in Fluiden linear mit der Höhe der Fluidsäule zunimmt, die auf dem betrachteten Punkt lastet, und
2. bei gleicher Höhe überall gleich ist.

Letztere Teilaussage ist Gegenstand des Abschnitts #Niveauflächen des Drucks und folgt in der Formel aus der Tatsache, dass der Druck p(z) nur von einer Koordinate (z) abhängt und nicht etwa auch von x (siehe Bild). Der Druck p0 ist der Druck auf der Bezugsebene bei z gleich null. Die mit z gehende Druckänderung ist proportional zur Dichte ρ des Fluids und der Schwerebeschleunigung g. Auf Niveauflächen mit konstantem z ist der Druck überall gleich. Die Druckänderung ist in z-Richtung am größten und diese weist entgegen der Schwerkraft nach oben; daher das Minuszeichen vor dem letzten Term, denn der Druck p(z) nimmt wie der Luftdruck mit zunehmender Höhe z ab, weil die auf Punkten in der Höhe z lastende Fluidsäule mit z kleiner wird. Wenn der Hydrostatische Druck stattdessen mit der Tiefe t = −z unter der Bezugsebene bei t gleich null ausgedrückt werden soll, dann lautet das fluidstatische Grundgesetz:43
p(t) = p0 + ρ g t

Zylinder (hervorgehoben) mit Gewichtskraft dm·g, Länge dz und Stirnfläche dA in einem Fluid (bläulich)

Die Herleitung erfolgt an einem parallel zum Schwerefeld orientierten Zylinder (siehe Bild), dessen Gewichtskraft in Richtung der Druckkräfte auf den Stirnflächen wirkt.
- Die Druckkräfte auf der Mantelfläche wirken horizontal und tragen auch hier nichts zu den Kraftkomponenten parallel zur nun senkrechten Zylinderachse bei.
- In senkrechter Richtung muss die Druckkraft p1 dA auf der unteren Stirnfläche die Druckkraft p2 dA auf der oberen Stirnfläche und zusätzlich die Gewichtskraft dm·g des Zylinders tragen, damit der Zylinder seine Höhe beibehält, also weder aufsteigt noch absinkt. Das ist der Fall, wenn der Unterschied der Druckkräfte an den Stellen 1 und 2 gleich dem Gewicht der dazwischen liegenden senkrechten Fluidsäule ist:

p1 dA = p2 dA + dm·g
Bei konstanter Querschnittsfläche dA ist das Volumen des Zylinders dA·dz und bei (infinitesimal) kleinem Volumen kann dort die Dichte ρ als konstant angenommen werden mit den Konsequenzen dm = ρ·dA·dz und
p1 dA = p2 dA + ρg·dA·dz   →   p1 = p2 + ρg·dz
Mit p1 = p(z) und p2 = p(z+dz) entsteht nach Division durch dz und Grenzübergang dz → 0 eine autonome Differentialgleichung
{\displaystyle {\frac {\partial p}{\partial {\mathsf {z}}}}=-\rho g}
die bei konstanter Wichte ρg auf das Hydrostatische oder Fluidstatische Grundgesetz
{\displaystyle p({\mathsf {z}})=p_{0}-\rho g{\mathsf {z}}}
führt,:43 das Blaise Pascal 1663 erstmals formulierte. Die Integrationskonstante p0 ist der Druck bei z = 0. Die Grundgleichung kann umgestellt werden zu
{\displaystyle p+\rho g{\mathsf {z}}=p_{0}={\text{konst.}}}
was die Bernoullische Druckgleichung für ein ruhendes inkompressibles Fluid darstellt und die hier im gesamten Fluid gilt.:163
Neben der Schwerebeschleunigung können auch andere Beschleunigungen, wie bei einer gleichmäßigen Beschleunigung oder einer Drehbewegung wirken und somit die Richtung des maximalen Druckanstiegs bestimmen, siehe #Allgemeine fluidstatische Grundgleichung.

### Gleichgewicht in beliebigen Kraftfeldern

Die bisherigen Überlegungen können auf alle stationären Kraftfelder übertragen werden, die Niveauflächen besitzen, die in jedem ihrer Punkte einen Normalenvektor besitzen (stetig differenzierbar sind.) Dann gilt::34
- In jeder Richtung senkrecht zur Kraftrichtung ist der Druck konstant, und zwar aus demselben Grund, wie im Abschnitt #Niveauflächen des Drucks gezeigt.
- Gleichgewicht kann nur existieren, wenn das Kraftfeld ein Potential besitzt. Dann sind die Flächen gleichen Potentials auch Niveauflächen des Drucks, der in Richtung des Kraftfeldes zunimmt.

Denn gemäß dem #Grundgesetz in differentieller Form nimmt der Druck in Richtung der Kraftrichtung (rot im Bild) gemäß
dp = ρg·dz
zu, wo hier g nicht die Schwerebeschleunigung, sondern die Stärke des betrachteten Kraftfelds angibt und z diesmal in Richtung zunehmenden Drucks wächst. An den Stellen 1 und 2 ergibt sich:
dp = ρ1g1·dz1 = ρ2g2·dz2
Wenn die Dichte ρ auf den Niveauflächen des Drucks (oder überall) konstant ist, siehe #Dichte in ruhenden Fluiden, dann sind die Dichten an den Stellen 1 und 2 gleich: ρ1 = ρ2. Damit ist auch die Arbeit
dw = g1·dz1 = g2·dz2,
die vom Kraftfeld zwischen den beiden Niveauflächen geleistet wird, an den Stellen 1 und 2 gleich und hat somit zwischen den beiden Niveauflächen überall denselben Wert. Das bedeutet aber, dass das Kraftfeld ein Potential besitzt:
dp = g·dz = -ρ·dU
Das Minuszeichen kommt daher, dass das Potential U in Richtung der Kraft abnimmt, die hier in z-Richtung weist. Das ist wie bei der Lageenergie, die entgegen der Lotrichtung zunimmt. Siehe auch #Allgemeine fluidstatische Grundgleichung.

## Randwertaufgaben der Fluidstatik
Die Lösung von Randwertaufgaben der Fluidstatik sind gewissen #Randbedingungen genügende Lösungen der allgemeinen fluidstatischen Grundgleichung. Sofern die Randbedingungen von flexiblen Körpern, insbesondere von anderen Fluiden, aufgebracht werden, oder in inhomogenen Kraftfeldern, kann die Bestimmung der genauen Form des Randes mit zur Lösung des Randwertproblems gehören. Die eingangs angesprochene Bestimmung von Kräften sowie ihre Angriffspunkte auf Behälterwandungen ist ein Beispiel für eine Randwertaufgabe der Fluidstatik; weitere Beispiele finden sich im Abschnitt #Bekannte Lösungen.

### Allgemeine fluidstatische Grundgleichung
In einem ruhenden Fluid entfällt der Einfluss der (geschwindigkeitsabhängigen) Viskositätskräfte und Geschwindigkeitsänderungen treten nicht auf, sodass sich gleichermaßen aus den Euler-Gleichungen der Strömungsmechanik und den Navier-Stokes-Gleichungen die allgemeine fluidstatische Grundgleichung für ruhende Fluide ergibt::164:166
{\displaystyle \nabla p=\mathrm {grad} \,p=\rho {\vec {k}}}
Der Gradient des Drucks, der in der Fluidmechanik vorzugsweise mit dem Nabla-Operator 𝜵 ausgedrückt wird, ist proportional zur Massenkraft oder Beschleunigung {\displaystyle {\vec {k}}} mit der Dichte ρ des Fluidelements als Proportionalitätsfaktor. Alle Größen in der Grundgleichung können vom Ort abhängen und die Dichte kann insbesondere in Gasen vom Druck abhängen.
Die allgemeine Grundgleichung ist nur integrabel, wenn die Rotation der rechten Seite gemäß
{\displaystyle \nabla \times (\rho {\vec {k}})=(\nabla \rho )\times {\vec {k}}+\rho \nabla \times {\vec {k}}={\vec {0}}}
verschwindet, denn das Gradientenfeld des Drucks {\displaystyle \nabla p} ist jedenfalls rotationsfrei. Nur dann kann Gleichgewicht herrschen, ansonsten wird sich das Fluid in Bewegung setzen.:164 Die Integrabilitätsbedingung ist auch erfüllt, wenn der Gradient der Dichte null oder parallel zur Massenkraft ist und die Rotation der Massenkraft verschwindet, die Massenkraft also ein Potential besitzt, siehe #Gleichgewicht in beliebigen Kraftfeldern.
Wenn das Fluid in einem beschleunigten Bezugssystem relativ ruht, muss die volumenverteilte Führungskraft {\displaystyle \rho {\vec {k}}_{f}} addiert werden, siehe #Fluidkräfte:
{\displaystyle \nabla p=\rho ({\vec {k}}+{\vec {k}}_{f})}
Hier muss nun {\displaystyle \rho ({\vec {k}}+{\vec {k}}_{f})} rotationsfrei sein.
Die Druckänderung ist in Richtung des Gradienten am größten und verschwindet senkrecht zu ihm, weswegen Isobaren überall senkrecht zum Druckgradient sind. An freien Oberflächen, auf denen der Druck (näherungsweise) konstant ist, ist der Druckgradient und mit ihm der Beschleunigungsvektor {\displaystyle {\vec {k}}} senkrecht zur Oberfläche.

### Barotropes Fluid in konservativem Massenkraftfeld
Ein wichtiger Spezialfall sind barotrope Fluide, in denen die Dichte nur eine Funktion des Drucks ist. Das ist der Fall,:118
- wenn das Fluid inkompressibel ist (die Dichtefunktion ist eine Konstante),
- wenn die Dichte-Druck-Relation von der Form ρ(p,T) ist und die Temperatur T überall gleich ist, also nur isotherme Zustandsänderungen vorkommen, oder
- wenn die Dichte-Druck-Relation von der Form ρ(p,s) ist und die Entropie s überall gleich ist, also nur isentrope Zustandsänderungen stattfinden.

Dann gibt es die Druckfunktion P mit der Eigenschaft
{\displaystyle P:=\int {\frac {\mathrm {d} p}{\rho (p)}}\quad \Leftrightarrow \quad \mathrm {d} P={\frac {\mathrm {d} p}{\rho }}\quad \Leftrightarrow \quad \nabla P={\frac {1}{\rho }}\nabla p\,.}
Ein konservatives Massenkraftfeld besitzt ein Potential, {\displaystyle {\vec {k}}=-\nabla V}, wo das Minuszeichen Konvention ist. Dann kann die allgemeine fluidstatische Grundgleichung umgeformt werden in
{\displaystyle {\vec {0}}={\frac {1}{\rho }}\nabla p-{\vec {k}}=\nabla (P+V)}
Die Summe aus Druckfunktion und Massenkraftpotential besitzt keinen Gradienten und ist im Fluid mithin ortsunabhängig. Die Druckfunktion kann in idealen Gasen vorab integriert werden, siehe Bernoulli-Gleichung#Erweiterte bernoullische Druckgleichung viskositätsfreier, idealer Gase mit Geschwindigkeit {\displaystyle u=0}. Hieraus kann beispielsweise die Barometrische Höhenformel für isotherme oder isentrope Atmosphären berechnet werden.

### Randbedingungen
Die Randbedingungen bestimmen die Ränder des vom Fluid ausgefüllten Raumes (Dirichlet-Randbedingung) und die Druckverteilung auf diesen Rändern, den #Oberflächen, Grenz- und Trennflächen des Fluids, ist eine Neumann-Randbedingung. Der von außen aufgebrachte Druck muss an den Rändern gleich dem Innendruck im Fluid sein.

### Bekannte Lösungen
- #Fluidstatisches Grundgesetz
- Druckverteilung in einem gleichmäßig beschleunigten Fluid[2]:31f[1]:169
- Druckverteilung eines Fluids in einem Behälter, der eine schiefe Ebene hinab gleitet[1]:171
- Druckverteilung in einem gleichmäßig rotierenden Fluid[2]:32f[1]:173

Lösungen mit dem #Grundgesetz in differentieller Form:
- Barometrische Höhenformel für isotherme Atmosphäre[3]:27ff[1]:199ff
- Barometrische Höhenformel für isentrope Atmosphäre